# 1-デカノール
1-デカノール(1-Decanol)は、10個の炭素原子からなる直鎖状の脂肪族アルコールで、分子式はC10H21OHである。無色で粘性のある液体で、水に溶けず、強い匂いを持つ。

## 利用
可塑剤、潤滑油、界面活性剤、溶媒等の製造に用いられる。

## 毒性
皮膚や目に強い刺激を与え、目にかかると恒久的な損傷を引き起こす。吸入や摂取は有害で、麻酔効果もある。環境にも有害である。